# Julio Indo
Julio indo (en latín Iulius Indus) fue un noble galorromano del pueblo de los tréveros que en las segunda y tercera décadas del siglo I ocupó cargos de responsabilidad dentro de su comunidad, transformada en civitas Treverorum por la política de Augusto, con capital en la Colonia Augusta Treverorum (Tréveris, Alemania) y asignada a la provincia de Galia Bélgica. 

## Carrera
Julio Indo, además de ser ciudadano romano, poseía la fortuna suficiente como para haberle sido concedido el anillo de caballero, por lo que pertenecía al Ordo Equester, segundo escalón de la sociedad romana.

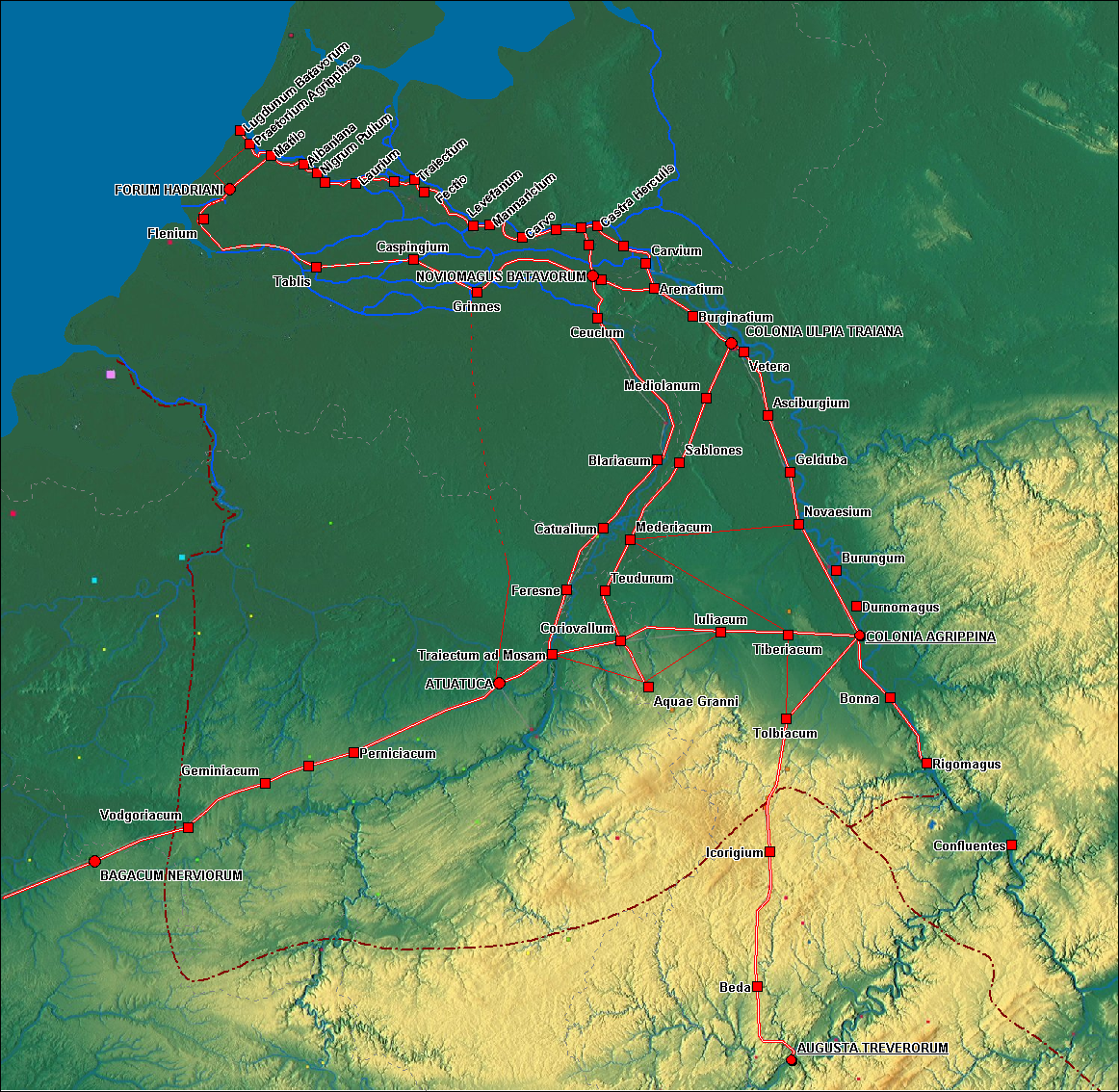
El limes germano en el bajo Rin, con indicación de la localización de Augusta Treverorum y la calzada romana principal de comunicaciones entre la Gallia Belgica y la Germania Inferior.

En el año 21, cuando se produjo bajo Tiberio la rebelión de Julio Floro y Julio Sacroviro contra el Imperio Romano, Indo y buena parte de su comunidad permanecieron leales a Roma y éste reclutó un ala de caballería para combatir contra los rebeldes, dirigidos por Floro y fácilmente aplastados por Indo. 
Esta unidad fue regularizada poco después como Ala Gallorum Indiana, siendo su primer Praefectus alae el propio Indo, y participó en la conquista de Britannia bajo Claudio.

## Descendencia
Su hija Julia Pacata contrajo matrimonio con Cayo Julio Alpino Clasiciano, Procurator de la provincia romana de Britannia entre 61 y 65 y, cuando éste falleció en 65, erigió en su honor una tumba monumental.